# فومي هيرانو
فومي هيرانو (باليابانية: 平野 文) مواليد 23 أبريل 1955 في طوكيو، اليابان، هي مؤدية أصوات يابانية بدأت نشاطها عام 1958.

## الأعمال

### التلفاز
- رومي واكاسا من المحقق كونان
- المذنب الأزرق إس بي تي لايزنير
- البدلة المتنقلة جاندام سيد

### أفلام
- حديقة الكلمات
- المحقق كونان: لحن وداع المتحرين

### أوفا
- إنجاستس: غودز أمونغ أص

### الدبلجة اليابانية
- دكتور هو
- داريكا نو مانازاشي - مي
- ماي ليتل بوني: فرندشيب إز ماجيك

## وصلات خارجية
- فومي هيرانو على موقع IMDb (الإنجليزية)
- فومي هيرانو على موقع ميوزك برينز (الإنجليزية)
- فومي هيرانو على موقع ديسكوغز (الإنجليزية)
- فومي هيرانو على موقع قاعدة بيانات الفيلم (الإنجليزية)
- فومي هيرانو على موقع ANN person (الإنجليزية)